# Лич, Розмари
Розмари Энн Лич (англ. Rosemary Anne Leach, 18 декабря 1935 – 21 октября 2017) — британская актриса театра, телевидения и кино. Она является лауреатом премий Лоуренса Оливье и BAFTA.

## Юность
Лич родился в Мач-Уэнлоке, Шропшир. Её родители были учителями, родственниками социального антрополога Эдмунда Лича. Она посещала среднюю школу и колледж. После появления в репертуарных театрах она стала хорошо известна британским телезрителям в период с 1965 по 1969 год по роли Сьюзан Уэлдон, любовницы строительного магната Джона Уайлдера (Патрик Ваймарк) в телевизионной драме «Игра во власть».

## Карьера
В 1971 году она появилась в роли матери Лори Ли в экранизации Би-би-си «Сидра с Рози».
В 1973 году Лич сыграла Альдонсу/Дульсинею в постановке Би-би-си «Дон Кихот» (под названием «Приключения Дон Кихота») с Рексом Харрисоном и Фрэнком Финлеем в главных ролях. В 1978 году она сыграла королеву Викторию в четырёхсерийном телевизионном выпуске «Дизраэли». В 1981 году она сыграла Эмилию в постановке Шекспира Би-би-си «Отелло».
В 1982 году она сыграла тётю Фенни в фильме «Драгоценный камень в короне», а в 1986 году ― в британском телевизионном рождественском спектакле Джека Розенталя «День на память». Она сыграла главную роль влюбленной Джоан Пламли-Брюс в шестисерийной постановке ITV 1987 года «Очаровашка», в которой снялся Найджел Хейверс.
В 1987 году она была номинирована на премию BAFTA за лучшую женскую роль второго плана за фильм «Комната с видом» (1985). В 1992 году Лич снялась в картине «Не по-джентльменски» о первых днях вторжения на Фолклендские острова в 1982 году, изображая реальную леди Мэвис Хант, жену тогдашнего губернатора островов сэра Рекса Ханта. В 1995 году Лич принял участие в популярном мини-сериале Би-би-си «Пираты», телевизионной адаптации из пяти частей незаконченного романа Эдит Уортон. Лич сыграла роль Селины Марабл, маркизы Брайтлингси.
Лич сыграла роль Анны в передаче BBC Radio 4 «Без обязательств». Она появилась в качестве гостя в роли Бесси в сериале «Ватерлоо-роуд». С 1994 года она время от времени появлялась в радиопостановке «Арчеры» в роли Эллен Роджерс, бывшей тети Найджела Паргеттера. Она сыграла мисс Твиттертон в адаптации рассказа лорда Питера Уимзи «Медовый месяц Бусмана», впервые вышедшего в эфир в 1983 году.
В 2001 году она сыграла главную роль в сериале «Уничтожении ангела», в эпизоде «Убийства в Мидсомере». Она сыграла королеву Елизавету II три раза: в телефильме 2002 года «Принц Уильям»; в обновленном выпуске дневной пьесы 2006 года под названием «Чай с Бетти»; и в 2009 году в фильме «Маргарет». Она сыграла Мисс Плам в эпизоде сериала «Сердцебиение» под названием «Незнакомцы в поезде» в 2004 году.

## Смерть
Лич умерла в лондонской больнице в возрасте 81 года в 2017 году после непродолжительной болезни.

## Избранная фильмография
| Год  | Название                          | Роль                  | Прим   |
| ---- | --------------------------------- | --------------------- | ------ |
| 1973 | Настанет день                     | Миссис Маклейн        |        |
| 1973 | Призрак под полуденным солнцем    | Кейт                  |        |
| 1979 | Вопрос веры                       |                       |        |
| 1981 | Дневник Черепахи                  | Миссис Чарли Инчклифф |        |
| 1982 | Отчаянные псы                     | Вера                  | дубляж |
| 1985 | Комната с видом                   | миссис Ханичерч       |        |
| 1985 | Ха-Кала                           | Эстер                 |        |
| 1990 | Дети                              | мисс Скоуп            |        |
| 1993 | Тайна Эдвина Друда                | миссис Топ            |        |
| 1993 | Хоук                              | миссис Марш           |        |
| 1998 | Bloodlines: Legacy of a Lord      | леди Осборн           |        |
| 1999 | Что произошло с Гарольдом Смитом? | мать Гарольда         |        |
| 2000 | Захватывающий                     | миссис Ханшоу         |        |
| 2002 | Баронесса и свинья                | Маргарет              |        |
| 2010 | Миссия Лондон                     | мисс Каннингэм        |        |
| 2011 | Большое призрачное спасение       | королева              |        |
| 2012 | Я могу вас убить                  | Магс                  |        |

## Награды и номинации
| Год  | Награда          | Категория                    | Работа                           | Результат | Прим   |
| ---- | ---------------- | ---------------------------- | -------------------------------- | --------- | ------ |
| 1971 | BAFTA TV Award   | Лучшая актриса               | Germinal / The Roads to Freedom  | Номинация | [ 20 ] |
| 1972 | BAFTA TV Award   | Лучшая актриса               | ITV Playhouse / Cider with Rosie | Номинация |        |
| 1974 | BAFTA TV Award   | Лучшая актриса               | The Adventures of Don Quixote    | Номинация |        |
| 1974 | BAFTA Film Award | Best Supporting Actress      | That'll Be the Day               | Номинация |        |
| 1977 | Olivier Award    | Best Actress in a New Play   | Just Between Ourselves           | Номинация |        |
| 1982 | Olivier Award    | Лучшая актриса в новой пьесе | 84 Charing Cross Road            | Победа    |        |
| 1987 | BAFTA Film Award | Лучшая актриса второго плана | A Room with a View               | Номинация |        |